# テロリストたちの夜/自由への挽歌
『テロリストたちの夜/自由への挽歌』（英: Sleeping Dogs）は、1977年のニュージーランド映画。ロジャー・ドナルドソン監督の長編デビュー作であり、初めてアメリカで公開されたニュージーランド映画として知られる。日本では劇場未公開。
原作はクリスチャン・K・ステッドの同名小説である。

## ストーリー
不況下のニュージーランド、スミスという一人の青年が政府と反体制派の争いに巻き込まれる。

## キャスト
- イアン・ミューン
- サム・ニール
- ウォーレン・オーツ
- ネヴァン・ロウ
- イアン・ワトキン
- クライド・スコット
- ドナ・アカーステン
- ビル・ジョンソン